# Nicolas Prattes
Nicolas Prattes Bittencourt Pires est un acteur et chanteur brésilien né le 4 mai 1997 à Rio de Janeiro.

## Biographie
Il est le fils de l'actrice Giselle Prattes (qui a été Garota Libra, l’une des 12 Garotas do Zodíaco de l’émission Planeta Xuxa) et de Felipe Pires, ainsi que le frère de Giulia Pires. Il a commencé des études en administration des affaires, mais a décidé de les interrompre pour se consacrer à sa carrière d’acteur. Pratiquant divers sports depuis son jeune âge, comme la natation, le jiu-jitsu, le surf et la boxe, il est devenu athlète en 2014 en participant à des courses de rue à Rio de Janeiro, remportant des titres tels qu’une troisième place dans une course de 10 km (avec un rythme moyen de 3 min 45 s par kilomètre) et également dans une importante épreuve de triathlon, combinant natation, cyclisme et course à pied.

## Carrière
Il a fait ses débuts à la télévision en 2000, à l’âge de deux ans, dans le feuilleton Terra Nostra, jouant Francesquinho, l’enfant perdu des protagonistes, dans le dernier épisode de la série,,. À quinze ans, il a été invité à participer à la pièce Le Roi Lion II - Le Cycle de la Vie Continue, dans laquelle il a joué aux côtés de Giulia Costa. Il a suivi une année de théâtre et a ensuite suivi un stage de deux mois en cinéma et télévision à la New York Film Academy à Los Angeles. De retour au Brésil, il a intégré le casting de la comédie musicale pour adolescents Meninos e Meninas en 2014 et du spectacle Os Saltimbancos Trapalhões en 2015, aux côtés de Lívian Aragão,.
La même année, après avoir passé plusieurs auditions pour la télévision, il a fait ses débuts en tant que protagoniste, jouant Rodrigo dans la vingt-troisième saison de Malhação,. En 2016, il a rejoint le casting du feuilleton de sept heures Rock Story, où il a interprété Zacarias Silveira, le chanteur du boyband 4.4,,. En 2017, il a tourné son premier film, le thriller O Segredo de Davi, où il interprétait Davi, un étudiant en cinéma timide qui est également un tueur en série,,,. En 2018, il a incarné le jeune entrepreneur Samuel Tercena dans le feuilleton O Tempo Não Para,. En 2019, il a interprété Tom dans le court-métrage Flush et a également joué le personnage rebelle Alfredo dans le remake du feuilleton Éramos Seis,,. En octobre 2021, il a participé à la première saison de The Masked Singer Brasil, où il a fini en deuxième place sous le costume de Monstro. En 2022, il a tourné dans Rio Connection dans le rôle de Giovanni Nicola. Cette même année, il a incarné Diego da Silva, un personnage vengeur et tourmenté, dans Todas as Flores. En décembre 2022, Nicolas Prattes a joué dans le film Pronto, Falei dans le rôle de Renato Schneider, aux côtés de Kéfera Buchmann, Rômulo Arantes et Duda Santos. En 2023, il a interprété l’avocat Miguel de Braga e Silva dans le feuilleton Fuzuê. Un an plus tard, il a débuté en première partie de soirée sur Globo en co-protagonisant le personnage de Rudá dans Mania de Você.

## Vie personnelle
Entre 2013 et 2015, il a été en couple avec l'actrice Lívian Aragão. Entre 2018 et 2019, il a fréquenté l'actrice Juliana Paiva, avec qui il jouait dans O Tempo Não Para,. En décembre 2019, il a officialisé sa relation avec l’ingénieure Bruna Blaschek. Entre août 2022 et novembre 2023, il a été en couple avec la dentiste Luiza Caldi.
En février 2024, il a commencé à fréquenter l'animatrice Sabrina Sato. Ils se sont fiancés en septembre de la même année, et le 15 octobre 2024, l’attachée de presse de Sabrina a annoncé à la presse qu’elle et Nicolas attendaient leur premier enfant ensemble.